# Lastschriftreiterei
Lastschriftreiterei ist eine Form der betrügerischen Kredit-Beschaffung durch Lastschriften.

## Transaktion
Der zahlungsunfähige Täter, der mit seiner Bank eine Vereinbarung über die Teilnahme am Lastschriftverkehr abgeschlossen hat, beauftragt dabei seine Bank, von fremden Konten Geld mittels Abbuchungsauftragsverfahren einzuziehen. Dabei rechnet er damit, dass der betroffene Kontoinhaber der Belastung widersprechen wird. Den auf Grund des Lastschriftauftrages dem Täterkonto gutgeschriebenen Betrag lässt sich der Täter unmittelbar auszahlen. Erfolgt später der Widerruf (Lastschriftrückgabe) durch den Kontoinhaber des belasteten Kontos, wird dessen Konto die Belastung wieder gutgeschrieben. Damit entsteht der Bank des Täters ein Schaden, wenn das Täterkonto auf Grund der unmittelbaren Auszahlung des gutgeschriebenen Betrages keine Deckung mehr aufweist.

## Strafbarkeit
Lastschriftreiterei ist als Betrug nach § 263 StGB zum Nachteil der betroffenen Gläubigerbank strafbar, da ein konkludentes täuschendes Handeln des Zahlungsempfängers vorliegt, wenn dieser Lastschrift(en) seiner betroffenen Gläubigerbank ohne einen Hinweis darauf vorlegt, dass die betreffende Lastschrift nicht Instrument des bargeldlosen Zahlungsverkehrs ist, sondern ihm zur „Kreditschöpfung mittels Kreditlastschrift“ dienen soll.